# Margarete Schramböck
Margarete Schramböck (ur. 12 maja 1970 w St. Johann in Tirol) – austriacka ekonomistka, menedżer i polityk, w latach 2016–2017 dyrektor generalny A1 Telekom Austria, w latach 2017–2019 i 2020–2022 minister w rządzie federalnym.

## Życiorys
W 1994 ukończyła zarządzanie przedsiębiorstwem na Uniwersytecie Ekonomicznym w Wiedniu. W 1997 doktoryzowała się w tej dziedzinie na tym samym uniwersytecie.
Od 1995 pracowała w Alcatelu, początkowo jako audytor wewnętrzny odpowiedzialny za część krajów Europy Środkowo-Wschodniej, następnie kierowała działami technicznymi i sprzedaży. Od 2002 była dyrektorem zarządzającym NextiraOne, a od 2014 dyrektorem zarządzającym Dimension Data Austria. W maju 2016 została dyrektorem generalnym A1 Telekom Austria, spółki zależnej od przedsiębiorstwa Telekom Austria. Ustąpiła z tej funkcji w październiku 2017.
W grudniu tego samego roku z rekomendacji Austriackiej Partii Ludowej objęła stanowisko ministra nauki, badań naukowych i gospodarki w rządzie Sebastiana Kurza. W styczniu 2018 jej resort przekształcono w ministerstwo cyfryzacji i biznesu. Pełniła funkcję ministra do 3 czerwca 2019, odchodząc wówczas wraz z całym gabinetem. W przedterminowych wyborach w tym samym roku z ramienia ludowców została wybrana w skład Rady Narodowej. W styczniu 2020 powróciła na stanowisko ministra cyfryzacji i biznesu, dołączając do drugiego rządu Sebastiana Kurza. Pozostała na dotychczasowej funkcji w październiku 2021, gdy nowym kanclerzem został Alexander Schallenberg, a także w grudniu 2021, gdy na czele gabinetu stanął Karl Nehammer. Ustąpiła z tej funkcji w maju 2022, zrezygnowała w tymże miesiącu także z mandatu poselskiego.
Zajęła się działalnością w sektorze konsultingowym. W 2023 weszła w skład kierownictwa spółki zależnej od koncernu Saudi Aramco.

## Wyróżnienia
Wyróżniona przyznawaną przez Uniwersytet Ekonomiczny w Wiedniu doroczną nagrodą WU-Manager des Jahres (2017).